# Callonotacris caerulea
Callonotacris caerulea is een rechtvleugelig insect uit de familie Romaleidae. De wetenschappelijke naam van deze soort is voor het eerst geldig gepubliceerd in 1953 door Piza.